# Colonia el Mirador, Toluca de Lerdo
Colonia el Mirador är en ort i Mexiko.   Den ligger i kommunen Toluca och delstaten Mexiko, i den sydöstra delen av landet, 60 km väster om huvudstaden Mexico City. Colonia el Mirador ligger 2 860 meter över havet och antalet invånare är 902.
Terrängen runt Colonia el Mirador är platt åt nordost, men åt sydväst är den kuperad. Runt Colonia el Mirador är det mycket tätbefolkat, med 2 028 invånare per kvadratkilometer. Närmaste större samhälle är Toluca, 7,5 km norr om Colonia el Mirador. I omgivningarna runt Colonia el Mirador växer huvudsakligen savannskog.